# Corod
Corod is een Roemeense gemeente in het district Galați.
Corod telt 7648 inwoners.